# 東島衣里
東島 衣里（ひがしじま えり、1991年1月4日 - ）は、ニッポン放送CP局アナウンス室所属のアナウンサー。母親はフリーアナウンサーの東島真奈美。

## 来歴
長崎県長崎市出身。父母共に地元局であるテレビ長崎にて勤務していた。長崎県立長崎西高等学校、2013年3月、学習院大学文学部日本語日本文学科卒業後の同年4月、ニッポン放送に入社。
学生時代はフィールドホッケー部に所属しており、マネージャーを務めていた。また、学生時代からフジテレビアナウンストレーニング講座アナトレへ通所しつつ各テレビ番組に出演していたが、講師で元同局、フジテレビのアナウンサーであった桜庭亮平に勧められて入社試験を受験した。
2013年4月27日、同局の慣例で7月15日の開局記念日に近辺に行っていた新人アナウンサーの初鳴きを「ニッポン放送 THEラジオパーク in 日比谷」の『徳光和夫 とくモリ!歌謡サタデー』公開放送にて同番組のコーナーである「万葉倶楽部グループプレゼンツ 徳さんの私だけの記念日」にてリスナーへ御披露目と初鳴きを同時に行なう異例の対応となった。その2日後の同年4月29日に『垣花正 あなたとハッピー!』の中継コーナーにてレギュラー・デビュー、以後同局のバラエティ番組のアシスタントメインで番組出演している。
また、2015年1月26日に『テリー伊藤のフライデースクープ そこまで言うか!』の番組内コーナーで、東京ディズニーリゾートから母娘共演でレポートした。

## 人物
中川家の2人を人生の先輩として信頼し、尊敬するところが増える一方と評価している。

## 出演番組

### 現在

#### ラジオ
- ザ・ラジオショー、ザ・ラジオショー サタデー
  - （アシスタント（パートナー）、一部番組ジングルナレーション）※金曜 - 2020年9月11日 -
  - （アシスタント（パートナー））※土曜 - 2021年10月2日 -
- はじめよう!フェムテック（パーソナリティ） - 2021年10月26日 -
- モヤモヤ解決!ゲッターズ飯田 ラジオで占いまSHOW - 2022年9月27日- [7]

### 過去

#### テレビ
- U･LA･LA@7（TOKYO MX） - 2011年1月4日 - 6月30日
- 時代劇ニュース オニワバン!（時代劇専門チャンネル） - 2014年5月5日 - 12月26日
- 警視庁捜査資料管理室（BSフジ） - 警察幹部秘書 役 - シーズン2 第11話 2019年6月10日[8]
- 5時に夢中!（TOKYO MX） - 2019年12月10日 - 12日[9]

#### ラジオ
- 垣花正 あなたとハッピー!（「それゆけハッピー! 東島衣里の外はおまかせ!」リポーター） - 2013年4月29日 - 2015年3月27日
- テリー伊藤のフライデースクープ そこまで言うか!（アシスタント） - 2013年9月6日 - 2015年3月27日
- 大谷ノブ彦 キキマス!（アシスタント） - 2015年3月30日 - 2016年3月24日
- 八木亜希子 LOVE&MELODY（「週末ナビ いきなり一緒に」リポーター） - 2016年1月2日 - 2017年3月26日、2020年7月11、18日[注 3]、10月3日 - 31日[注 4]
- スイスイサタデー 〜カロ・ソリーゾ!（リポーター） - 2016年1月2日 - 2017年3月26日
- 高嶋ひでたけのあさラジ!（アシスタント）- 2016年3月28日 - 2018年3月30日
- ニッポン放送ショウアップナイター（スタジオ担当） - 2016年度※木曜、2018年度※水、木曜、2021年5月13日 - 10月21日※木曜
  - ショウアップナイタープレイボール - 2016年度※木曜、2018年度※水、木曜、※「みんなのプロ野球 あの日、あの時、あの場所で」ナレーション - 2020年6月 - 10月2日、11月24、25日、2021年5月13日 - ※木曜
  - ショウアップナイターハイライト - 2016年度（木曜）、2018年度（水、木曜）、2021年5月13日（木曜）
- JA共済プレゼンツ 歌の伝言板（パーソナリティ）※NRN系列裏送り - 2016年9月26日 -
- クローズアップミュージック - 2016年9月26日 - 2017年3月24日
- 小堺一機と渡辺美里のスーパーオフショット（提供ナレーション及びコーナー担当） - 2016年9月27日 - 2019年3月26日
- ザ・ボイス そこまで言うか!（代理パーソナリティ） - 2016年11月1日
- 須田慎一郎のニュースアウトサイダー（アシスタント） - 2017年4月9日 - 2019年3月30日
- オールナイトニッポン MUSIC10（パーソナリティ）※裏送り - 2017年10月26日・12月21日、2020年9月28日
- あなたにハッピー・メロディ（パーソナリティ）※NRN系列裏送り - 2018年4月2日 - 2019年3月29日
- 飯田浩司のOK! Cozy up!（代理アシスタント） - 2018年9月18日、2020年3月2日、11月23日
- オールナイトニッポンPremium（アシスタント） - 2018年10月1日 - 2019年3月21日
- 焼肉屋みやこんじょ 〜僕のミートフルな日常〜（ナレーション） - 2018年10月4日 - 2019年3月28日
- ニッポン放送イヤーエンドスペシャル 未来への翼（アシスタント） - 2018年12月31日
- ホリデースペシャル ぐっさんのきょうの父ちゃん何してる!?（アシスタント） - 2019年2月11日
- DAYS（アシスタント） - 2019年4月1日 - 2020年9月3日
- ニッポンチャレンジドアスリート（パーソナリティ） - 2019年4月1日 -
- ニッポン放送ニュース・交通情報・天気予報  -  2019年4月7日 - 9月22日
  - 三宅裕司のサンデーヒットパラダイス
  - 土田晃之 日曜のへそ
  - 日曜競馬ニッポン
  - 笑福亭鶴瓶 日曜日のそれ
  - ゴッドアフタヌーン アッコのいいかげんに1000回
  - サタデーミュージックバトル天野ひろゆき ルート930
- ニッポン放送 令和元年スペシャル 天皇陛下 即位の礼（パーソナリティ） - 2019年10月22日
- ニッポン放送 ホリデースペシャル 令和元年とわたし（パーソナリティ） - 2019年10月22日
- モヤモヤ解決! ゲッターズ飯田 ラジオで占いまSHOW（アシスタント） - 2020年4月20日 - 24日、6月9日 - 12日、9月12日、10月1日 - 2021年3月25日
- 中井美穂 LOVE&MELODY - 2020年5月9日
- 映画「コンフィデンスマンJP プリンセス編」公開記念ラジオスペシャル（パーソナリティ） - 2020年7月16日
- 大石久和のラジオ国土学入門（新保友映の代理アシスタント） - 2020年8月24日、31日
- 本田圭佑 NowVoice（アシスタント） - 2020年8月27日、9月29日 - 2021年3月23日
- ナイタースペシャル 東島衣里のサウンドコレクション（パーソナリティ）※NRN系列裏送り - 2021年7月23日
- 舘ひろしと柴田恭兵のオールナイトニッポンGOLD 〜映画「帰ってきた あぶない刑事」SP〜（アシスタント） - 2024年5月24日
- 今夜もオトパラ!（ナレーション）
- 三代目 J SOUL BROTHERS 山下健二郎のオールナイトニッポン（ナレーション）
- Back numberのオールナイトニッポン（ナレーション）
- WANIMAのオールナイトニッポン0(ZERO)（ナレーション）
- 大原櫻子 Happy Tuning!（ナレーション）

### その他

#### CM
- 東芝
- 日本生命
- Ameba
- TVnavi
- WOWOW
- 箱根 彫刻の森美術館
- フジサンケイグループ広告大賞
- ワタミ
- こっこ
- オリオンツアー
- ビー・エル・シー
- ハトのマークの引越センター
- akippa
- ライオン メソッド
- 月刊Hanada
- イワセ産興
- 三共消毒
- ダイテック
- ガチャガチャの森
- トグルホールディングス
- 高松建設
- 外為どっとコム
- ゼロワットパワー
- コールドクロスネットワーク